# Андреас Војта
Андреас Војта  (Беч, 9. јун 1989) аустријски је атлетичар, чија су специјалност трчања на средње стазе. Члан је ЛЛЦ Вијена из Беча.
По завршетку Европског првенства 2010. у Барселони где је у генералном пласману у дисциплини 1.500 м заузео 11. место проглашен је за аустријског атлетичара године и добио награду "Златни Емил" у облику позлаћене Адидас патике. .

## Значајнији резултати
| Год.     | Такмичење                    | Место                         | Пласман  | Дисциплина | Резултат | Бел.                                   |
| Аустрија | Аустрија                     | Аустрија                      | Аустрија | Аустрија   | Аустрија | Аустрија                               |
| -------- | ---------------------------- | ----------------------------- | -------- | ---------- | -------- | -------------------------------------- |
| 2010     | Европско првенство           | Барселона, Шпанија            | 11.      | 1.500 м    | 3:45,68  |                                        |
| 2011     | Европско првенство у дворани | Париз, Француска              | 21       | 1.500 м    | 3:49,24  |                                        |
| 2011     | Европско првенство У-23      | Острава, Чешка                | 4.       | 1.500 м    | 3:50,75  |                                        |
| 2011     | Светско првенство            | Тегу, Јужна Кореја            | 22.      | 1.500 м    | 3:41.34  |                                        |
| 2012     | Европско првенство           | Хелсинки, Финска              | 9.       | 1.500 м    | 3:53,23  | Архивирано на веб-сајту (14. јул 2014) |
| 2012     | Олимпијске игре              | Лондон, Уједињено Краљевство  | 36.      | 1.500 м    | 3:43,52  |                                        |
| 2013     | Европско првенство у дворани | Гетеборг, Шведска             | 14.      | 1.500 м    | 3:45,54  |                                        |
| 2013     | Универзијада                 | Казањ, Русија                 |          | 800 м      | 1:47,31  |                                        |
| 2014     | Светско првенство у дворани  | Сопот, Пољска                 | 12.      | 1.500 м    | 3:42,10  |                                        |
| 2014     | Европско првенство           | Цирих, Швајцарска             | -        | 1.500 м    | ДИСК.    |                                        |
| 2015     | Европско првенство у дворани | Праг, Чешка                   | 24.      | 3.000 м    | 8:20,56  |                                        |
| 2015     | Универзијада                 | Квангџу, Јужна Кореја         | 28.      | 800 м      | 1:54,18  |                                        |
| 2015     | Универзијада                 | Квангџу, Јужна Кореја         | 10.      | 1.500 м    | 3:54,58  |                                        |
| 2016     | Европско првенство           | Амстердам, Холандија          | 32.      | 1.500 м    | 3:46,32  |                                        |
| 2017     | Европско првенство у дворани | Београд, Србија               | 10.      | 3.000 м    | 8:09,18  |                                        |
| 2017     | Универзијада                 | Казањ, Русија                 |          | 5.000 м    | 14:02,65 |                                        |
| 2018     | Европско првенство           | Берлин, Немачка               | 19.      | 5.000 м    | 13:42,75 |                                        |
| 2019     | Европско првенство у дворани | Глазгов, Уједињено Краљевство | 25.      | 3.000 м    | 8:09,72  |                                        |

## Лични рекорди
Стање 27. март 2019.
| Дисциплина   | Време        | Место        | Датум             | Белешка      |
| на отвореном | на отвореном | на отвореном | на отвореном      | на отвореном |
| ------------ | ------------ | ------------ | ----------------- | ------------ |
| 800 м        | 1:46,59      | Салцбург     | 15. јун 2013.     |              |
| 1.000 м      | 2:18,06      | Острава      | 17. јун 2014.     | НР           |
| 1.500 м      | 3:36,11      | Глазгов      | 12. јул 2014.     |              |
| 1 миља       | 3:53,95      | Осло         | 13. јун 2013.     |              |
| 3.000 м      | 7:53,81      | Плицхаузен   | 18. мај 2014.     |              |
| 5.000 м      | 13:38,03     | Oordegem     | 27. мај 2017.     |              |
| у дворани    |              |              |                   |              |
| 800 м        | 1:47,14      | Линц         | 31. јануар 2013.  |              |
| 1.000 м      | 2:19,20      | Стокхолм     | 21. фебруар 2013. |              |
| 1.500 м      | 7:55,83      | Сабадељ      | 7. фебруар 2017.  |              |